# 기타쿠시야마촌
기타쿠시야마촌(北串山村)은 나가사키현 미나미타카키군에 있던 촌이다. 

## 지리
시마바라 반도의 남서부에 위치한다.

## 역사
- 1889년 4월 1일 - 정촌제 시행에 의해 미나미타카키군 기타쿠시야마촌이 성립하였다.
- 1955년 2월 1일 - 구 오하마정과 합병해 새로운 오하마정이 성립하여, 기타쿠시야마촌은 소멸하였다.

## 참고문헌
- 『長崎県南高来郡町村要覧 下編』長崎県南高来郡、1893年。
- 大日本篤農家名鑑編纂所編『大日本篤農家名鑑』大日本篤農家名鑑編纂所、1910年。
- 『角川日本地名大辞典 42 長崎県』。